# نجوا (آلبوم ویکس ال آر)
نجوا دومین آلبوم گروه ویکس ال آر، که زیرگروه ویکس می‌باشد تلقی می‌شود که در تاریخ ۲۸ اوت ۲۰۱۷ از طریق کمپانی جلی‌فیش منتشر شد.

## پس زمینه‌ها و ترکیب
در ۱۹ ژوئیه ۲۰۱۷ کمپانی جلی‌فیش اعلام کرد که ویکس ال آر در ماه آگوست آلبومی منتشر خواهد کرد. در ۱۴ آگوست، ویکس ال آر اعلام کرد که دومین مینی آلبوم آن‌ها با عنوان نجوا در تاریخ ۲۸ آگوست منتشر خواهد شد. این آلبوم شامل پنج آهنگ می‌شود که همهٔ آن‌ها توسط لئو یا راوی نوشته و ساخته شده‌است. در ۲۲ آگوست ویکس ال آر خلاصه‌ای از تمام آهنگ‌ها منتشر کرد و در ۲۵ آگوست، تیزری از موزیک ویدیوی آن‌ها منتشر شد.

## تبلیغ
ویکس ال آر تبلیغ خود را از وی لایو در روز انتشار آلبوم شروع کرد و آن را با حضور در برنامه‌های متفاوت ادامه داد.

## لیست آهنگ‌ها
※ آهنگ پررنگ شده، آهنگ اصلی آلبوم می‌باشد.
| شماره | نام                       | سراینده   | آهنگساز               | مدت  |
| ----- | ------------------------- | --------- | --------------------- | ---- |
| ۱.    | «نجوا»                    | راوی      | راوی، یوث             | ۳:۳۵ |
| ۲.    | «شبِ زیبا» (아름다운 밤에) | لئو، راوی | لئو, اِی‌وی‌جی‌اِس         | ۳:۳۹ |
| ۳.    | «احساس»                   | لئو, راوی | لئو, اِی‌وی‌جی‌اِس         | ۳:۰۶ |
| ۴.    | «شکلات‌ساز»                | راوی      | راوی، سونگ شی‌یون، پاف | ۳:۲۱ |
| ۵.    | «امروز»                   | راوی      | راوی، پاف             | ۳:۲۲ |
| ۶.    | «نجوا» (بی‌کلام)           |           | راوی، یوث             | ۳:۳۵ |

## نمودار عملکرد
| نمودار (۲۰۱۷)                   | وضعیت در نمودار |
| ------------------------------- | --------------- |
| آلبوم‌های ژاپنی (اوریکون)        | ۹۱              |
| آلبوم‌های کره جنوبی (گائون)      | ۱               |
| آلبوم‌های جهانی آمریکا (بیلبورد) | ۲               |

## تاریخ انتشار
| منطقه         | تاریخ         | فرمت                  | کمپانی        |
| ------------- | ------------- | --------------------- | ------------- |
| کره جنوبی     | ۲۸ آگوست ۲۰۱۷ | سی دی، دانلود دیجیتال | جلی‌فیش ، سی‌جِی |
| در سراسر جهان | ۲۸ آگوست ۲۰۱۷ | دانلود دیجیتال        | جلی‌فیش        |